# Provincia de Paktiká
Paktīkā es una de las 34 provincias de Afganistán. Ubicada al sudeste del país y compuesta en su mayoría de pashtúes suníes conservadores. Su capital es Sharana.

## Distritos
- Barmal
- Dila
- Gayan
- Gomal
- Mata Khan
- Nika
- Omna
- Sar Hawza
- Sarobi
- Sharan
- Urgun
- Waza Khwa
- Wor Mamay
- Zarghun Shahr
- Ziruk
- Ar-Bayarh

- Datos: Q185575
- Multimedia: Paktika Province / Q185575